# 埃里克·道森
埃里克·拉蒙特·道森（1984年7月7日—）為美国男子篮球运动员。
2018年12月第16季SBL超級籃球聯賽，裕隆納智捷註銷Merrill Holden改登錄道森。2019年2月道森被布萊恩·戴維斯取代。

## 外部連結
- 埃里克·道森在fiba.basketball（英语）
- 埃里克·道森在NBA官網（英语）
- 埃里克·道森在NBA G聯盟官網（英语）
- 埃里克·道森在韓國籃球聯賽官網（英语）
- 埃里克·道森在Basketball-Reference.com（NBA）（英语）
- 埃里克·道森在Basketball-Reference.com（NBA G聯盟）（英语）
- 埃里克·道森在Basketball-Reference.com（國際）（英语）
- 埃里克·道森在ESPN（NBA）（英语）
- 埃里克·道森在Eurobasket.com（球員）（英语）
- 埃里克·道森在Proballers（英语）
- 埃里克·道森在RealGM（英语）
- . Interperformances.com.